# René van Diessen
M. F. A. (René) van Diessen (født 1952) er en nederlandsk politiker og fungerende borgmester af Gemert-Bakel kommune. Van Diessen er medlem af VVD og arbejdede på vegne af den pågældende parti, blandt andre, som rådmand i Tilburg (1995-2002) og medlem af bestyrelsen for provinsregeringen i de provinser Gelderland og Flevoland. Han har studeret økonomi på Universitetet i Tilburg.
Fra september 2013 til februar 2015 var han fungerende borgmester i Dongen, direkte efterfulgt af en periode som fungerende borgmester i Geldrop-Mierlo. Siden marts 2016 er han fungerende borgmester i Gemert-Bakel.